# Amon Göth
Amon Leopold Göth ( 11. december 1908 i Wien – 13. september 1946 i Kraków) var lejrkommandant for den tyske koncentrationslejr i Płaszów udenfor Kraków under anden verdenskrig. Han blev efter krigen dømt til døden og hængt for krigsforbrydelser.

## Baggrund
Göth blev medlem af det østrigske nationalsocialistiske parti, NSDAP, i 1930, og han tilsluttede sig samme år den østrigske gren af SS, Schutzstaffel, med medlemsnummer 43673. Efter sammenlægningen af Tyskland og Østrig ved Anschluss i 1938, tjenestegjorde han ved Allgemeine-SS i Wien og opnådede graden SS-Oberscharführer. Derefter tjenestegjorde han i et SS-regiment i Wien og blev forfremmet til SS-Untersturmführer den 14. juli 1941.

## Koncentrationslejren i Płaszów
Göth forlod Wien i august 1942 og sluttede sig til staben under SS-Brigadeführer Odilo Globočnik, der var Höherer SS- und Polizeiführer i Kraków. Han blev her SS-officer i koncentrationslejr-tjenesten og blev 11. februar 1943 beordret til at bygge og lede en koncentrationslejr i Płaszów. Ved hjælp af slavearbejdere tog dette arbejde kun en måned, og den 13. marts blev den jødiske ghetto i Kraków tømt for indbyggere, og de overlevende blev overført til den nye lejr. Omkring 2.000 mennesker døde under flytningen. Under retssagen mod Göth blev han dømt for selv at have skudt en række af de omkomne. 
Den 3. september 1943 blev også ghettoen Tarnów ryddet af Göth og et ukendt antal mennesker blev dræbt.
Den 20. april 1944 fik Göth et dobbelt avancement: Han blev forfremmet til SS-Hauptsturmführer og oversprang graden Obersturmführer. Derudover blev han udnævnt til officer i Waffen-SS. Han fortsatte som kommandant for lejren i Płaszów. Göth var berygtet for dagligt at dræbe tilfældige fanger i lejren, blandt andet ved at skyde dem fra balkonen i sin bolig.

## Senere virke
13. september 1944 blev Göth overført fra Płaszów til Berlin for at arbejde i SS-Wirtschafts-Verwaltungshauptamt («SS økonomi- og administrationafdeling»). Her blev han imidlertid arresteret kort efter, anklaget for at have stjålet jødisk ejendom, der tilhørte staten. Da krigen imidlertid gik dårligt for Tyskland, kom sagen ikke for en domstol. Göth blev overført til Bad Tölz, hvor det blev fastslået, at han havde mentale problemer og led af diabetes. Han blev indlagt på et sanatorium, hvor han blev arresteret af amerikanske soldater i maj 1945. Göth påstod ved tilfangetagelsen, at han var var udnævnt til Sturmbannführer, men der mangler dokumentation.

## Henrettelsen
I retssagen mod ham i Polen blev han fundet skyldig i drab på mere end 10 000 mennesker, og han blev hængt den 13. september 1946 ikke langt fra den lejr han havde været kommandant for. Henrettelsen gik imidlertid ikke efter planen, da rebet var for langt, og først ved tredje forsøg døde han.

## Schindlers liste
Göth blev kendt gennem filmen Schindlers liste fra 1993, hvor han blev porttrætteret af Ralph Fiennes, der blev nomineret til en Oscar for bedste mandlige birolle.

## Grader i SS
- SS-Mann, 1930
- SS-Oberscharführer: omkring 1937
- SS-Untersturmführer: 14. juli 1941
- SS-Hauptsturmführer: 20. april 1944

## Eksterne links
- Dommen mod Amon Göth (engelsk) Arkiveret 3. august 2003 hos  Wayback Machine